# Yamaha FZR 1000
La Yamaha FZR 1000 est un modèle de moto du constructeur japonais Yamaha produit de 1987 à 1995. 

## Distinctions
La version de 1989 a été couronnée Cycle of the Decade par Cycle World. Elle avait une accélération de 0-97 km/h de 2,9 secondes et une vitesse de pointe de plus de 269 km/h.